# Terapia cognitivo-comportamental
Terapia cognitivo-comportamental (TCC) é uma forma de psicoterapia que se baseia no conhecimento empírico da psicologia. Ela abrange métodos específicos e não-específicos (com relação aos transtornos mentais) que, com base em comprovado saber específico sobre os diferentes transtornos e em conhecimento psicológico a respeito da maneira como seres humanos modificam seus pensamentos, emoções e comportamentos, tem por fim uma melhoria sistemática dos problemas tratados.
Tais técnicas perseguem objetivos concretos e operacionalizados (ou seja, claramente definidos e observáveis) nos diferentes níveis do comportamento e da experiência pessoal (al. Erleben) e são guiadas tanto (1) pelo diagnóstico específico do transtorno mental como (2) por uma análise do problema individual (ou seja, uma descrição das particularidades do paciente; ver mais abaixo). Nesse contexto representa um papel importante uma análise aprofundada dos fatores de vulnerabilidade (predisposições), dos fatores desencadeadores e mantenedores do problema (ver abaixo). A combinação dessas duas vias permite atingir um relativo equilíbrio entre o método padronizado (determinado pelo diagnóstico) e as características individuais do paciente (que determinam a análise do problema). A terapia cognitivo-comportamental encontra-se em constante desenvolvimento e exige de si mesma uma comprovação empírica da sua efetividade.
A terapia cognitivo-comportamental possui tanto técnicas da terapia cognitiva como da terapia comportamental, tendo demonstrado ser uma das técnicas mais eficazes no tratamento de vários transtornos como depressão e esquizofrenias.[carece de fontes?]

## Princípios básicos
Jürgen Margraf oferece uma lista de nove princípios básicos que caracterizam os diversos métodos conceituais da TCC:
1. A TCC se orienta no conhecimento empírico da psicologia científica;
2. a TCC se orienta no problema (sintoma) atual do paciente;
3. a TCC baseia-se na análise dos fatores de vulnerabilidade (predisposições), fatores desencadeadores e mantenedores dos transtornos mentais;
4. por se orientar no problema, a TCC é também orientada para um objetivo definido (a modificação do comportamento problemático);
5. a TCC é voltada para a ação e não apenas para a tomada de consciência (ing. insight, al. Einsicht) e uma compreensão mais profunda do problema;
6. a TCC não se restringe à situação terapêutica, mas se estende à vida diária do indivíduo;
7. a TCC é transparente, tanto quanto a seus objetivos quanto a seus meios;
8. a TCC procura ser uma ajuda para a autoajuda, ou seja, acentua a responsabilidade do próprio paciente no processo terapêutico e
9. a TCC se esforça por estar em desenvolvimento constante.

## Princípios etiológicos
Os transtornos mentais são vistos como fruto de um desequilíbrio entre os fatores salutogênicos por um lado e os fatores patogênicos por outro:
- Fatores salutogênicos são aqueles que permitem ao indivíduo ser saudável. Dentre eles se distinguem determinados fatores da personalidade, como os estilos de coping, os fatores de fomento à saúde, que ajudam a mantê-la (ex. a prática de esportes, uma vida equilibrada etc.), e os fatores de proteção, que ajudam a defendê-la em momentos de estresse (ex. uma boa rede social, bom acesso à rede de saúde etc.).
- Fatores patogênicos são aqueles que levam à doença. Os fatores de vulnerabilidade são as predisposições e tendências pessoais, quer de ordem genético-biológicas, quer ligadas à história de vida da pessoa, a desenvolver determinado transtorno mental; os fatores desencadeadores são os eventos que levaram ao aparecimento do transtorno (ex. diferentes tipos de estresse, perda de entes queridos, acidentes e outros traumas etc.) e os fatores mantenedores são aqueles que propiciam a continuação do transtorno mesmo após os fatores desencadeadores não estarem mais presentes (ex. estresse permanente, tentativas errôneas do paciente ou de pessoas a ele próximas de lidar com a situação etc.). Dentre os fatores mantenedores a funcionalidade (ou ganho secundário) do transtorno desempenha um papel importante: Trata-se dos aspectos positivos que toda doença e transtorno mental, por mais grave que seja, tem para o indivíduo. Assim determinados transtornos infantis têm como funcionalidade a manutenção do relacionamento instável dos pais, que permanecem juntos somente por causa do filho. Como se depreende do exemplo, não se deve confundir a funcionalidade com má-fé ou intenção maldosa do paciente.

Tradicionalmente a TCC dedica-se especialmente aos fatores mantenedores, sem no entanto perder de vista os demais fatores. Nos últimos anos vem crescendo cada vez mais a consciência de que sobretudo os fatores salutogênicos têm grande importância na recuperação da saúde e devem ser fomentados.

## Estrutura da terapia
A estrutura da TCC pode ser descrita em uma série de cinco passos:
1. Apresentação do problema
  1. Primeira orientação a respeito problemática — consiste na coleta e organização dos dados relevantes para a compreensão do paciente e de seu problema: dados pessoais, sintomática e seu desenvolvimento, objetivos do paciente, esclarecimento das condições necessárias para o trabalho psicoterapêutico;
  2. Definição do(s) problema(s) e diagnóstico — definição dos diversos problemas envolvidos e da relação entre eles, esclarecimentos diagnóstico (ex. possíveis causas fisiológicas do problema), diagnóstico provisório (segundo CID 10 ou DSM IV) e definição da indicação psicoterapêutica (ou seja, qual método psicoterapêutico é o mais indicado);
  3. Escolha do(s) problema(s) a ser(em) tratado(s)
2. Análise do(s) problema(s)
  1. Análise comportamental — escolha do comportamento problemático, análise da sua incidência (em que situações, com que frequência, acompanhado de que pensamentos, emoções, com que consequências);
  2. Análise motivacional — análise do valor do comportamento problemático: que objetivos são perseguidos com ele? Quais motivos influenciam a vida da pessoa? O comportamento se origina de conflitos entre objetivos distintos?
  3. Análise sistêmica — análise da pertinência do indivíduo a diferentes sistemas sociais, com regras e exigências distintas e, por vezes contraditórias e a influência dessa pertinência sobre seu comportamento;
  4. Origem e desenvolvimento do problema: Anamnese, geração de hipóteses sobre a origem do problema;
  5. Condensamento do conhecimento ganho até então: geração de um modelo etiológico individual
3. Análise do objetivo
  1. Pré-requisitos da mudança (de comportamento) — consideração dos lados positivo e negativo do comportamento atual (problemático), definição da motivação para a mudança, determinação dos fatores ambientais que auxiliam a mudança e daqueles que a atrapalham;
  2. Determinação dos objetivos — quais os objetivos perseguidos pelas partes envolvidas (paciente, terapeuta, terceiros), formulação de objetivos e dos passos necessários para alcançá-los;
  3. Relacionamento paciente-terapeuta — o relacionamento entre paciente e terapeuta é tal que permite um trabalho produtivo? Como mantê-lo (ou modificá-lo)?
4. Análise dos meios
  1. Pontos de partida: quais pessoas devem ser envolvidas na mudança? Com quais situações, problemas, pessoas começar?
  2. Princípios da mudança — com base na análise do problema, quais passos devem ser dados? Como? Explicação da lógica do tratamento (dos passos a serem dados) ao paciente
  3. Planejamento concreto da terapia — que novos comportamentos devem ser aprendidos, em que situação? Como? Definir os parâmetros formais (frequência das consultas, duração da terapia) e determinar se outros tratamentos (ex. medicamentos) são necessários. Definir exatamente (de forma observável) o que se considera "sucesso"
5. Teste e avaliação dos passos definidos — realização dos passos tal qual definidos anteriormente, sempre levando em conta de que as hipóteses sobre as quais elas se baseiam são provisórias e, assim, modificáveis sempre que necessário. Avaliação permanente de cada um dos passos e dos diferentes objetivos alcançados. Término da terapia.

## Eficácia
Estudos científicos feitos por Aaron Beck(um dos fundadores da terapia cognitiva) e vários de seus alunos demonstram a eficácia a longo prazo da terapia cognitiva para depressão, transtorno de ansiedade generalizada, transtorno do pânico, fobia social, TOC, agressão sexual, esquizofrenia e transtornos internalizantes na infância. Nos casos de depressão e pânico os resultados foram especialmente promissores e mais duradouros.
A TCC também se provou eficaz no tratamento de transtorno bipolar, TDAH aliado à medicação, anorexia nervosa, transtorno dismórfico corporal, colecionismo patológico, jogo patológico, TEPT em crianças que sofreram abuso, TOC em crianças e transtorno afetivo sazonal.
Estudos na área da psicologia da saúde também têm demonstrado a eficácia da TCC no apoio psicológico perante condições médicas, incluindo doenças coronarianas, hipertensão, câncer, dor de cabeça, dor crônica, dor lombar crônica, síndrome da fadiga crônica, artrite reumatóide, síndrome pré-menstrual e síndrome do cólon irritável.

## Raízes filosóficas
Os precursores de certos aspectos fundamentais da TCC foram identificados em várias tradições filosóficas antigas, particularmente o estoicismo. Os filósofos estoicos, particularmente Epiteto, acreditavam que a lógica poderia ser usada para identificar e descartar crenças falsas que levam a emoções destrutivas, o que influenciou a maneira como os terapeutas cognitivo-comportamentais modernos identificam distorções cognitivas que contribuem para a depressão e a ansiedade. Por exemplo, o manual de tratamento original de Aaron T. Beck para depressão afirma: "As origens filosóficas da terapia cognitiva podem ser rastreadas até os filósofos estoicos". Outro exemplo de influência estoica sobre os teóricos cognitivos é Epiteto em Albert Ellis. Uma figura filosófica estoica chave que também influenciou o desenvolvimento da TCC foi John Stuart Mill.

## Desenvolvimento posterior
Nos últimos 15 anos, a psicologia cognitivo-comportamental tem procurado expandir-se, desenvolvendo novos conceitos e técnicas para o tratamento de transtornos mentais, para os quais as técnicas tradicionais não apresentavam a efetividade desejada. Esse desenvolvimento posterior, chamado de "terceira onda" da terapia cognitivo-comportamental (sendo a "primeira onda" a terapia comportamental e a segunda a terapia cognitiva), procurou desenvolver mais o trabalho com as emoções e com o conceito de mente alerta, além de trazer uma maior aproximação com o corpo teórico das outras escolas psicoterapêuticas, sobretudo a psicanálise, a gestaltoterapia e a abordagem centrada na pessoa. Dentre essas novas forma de psicoterapia se destacam:
- A terapia do esquema, desenvolvida por Jeffrey Young sobretudo para o tratamento de transtornos de personalidade;
- a CBASP, desenvolvida por J. McCullough para o tratamento dos diversos tipos de depressão crônica;
- a ACT (terapia de aceitação e compromisso), desenvolvida por S. C. Hayes e seus colaboradores, baseada no conceito da mente alerta.

## Críticas

### Eficácia Relativa
Investigação feita sobre TCC tem sido tópico de contínua controvérsia. Enquanto alguns investigadores escrevem que as TCC são mais mais eficazes que outros tratamentos, muitos outros investigadores e praticantes têm interrogado a validade dessas afirmações. Por exemplo, um estudo determinou ser a TCC superior a outros tratamentos da ansiedade e depressão. Contudo, investigadores respondendo directamente a esse estudo efectuaram a re-análise e não encontraram provas da superioridade da TCC perante outros tratamentos fidedignos, e efectuaram uma análise de treze outros ensaios clínicos de TCC e concluíram que esses não davam provas de superioridade das TCC.
Uma das maiores críticas aos estudos clínicos da eficácia das TCC (ou qualquer outra psicoterapia) é não serem são duplamente cegos (i.e., ou os sujeitos ou os terapeutas nos estudos de psicoterapias estão cegos ao tipo de tratamento, ou seja estão conscientes da terapia aplicada). Podem ser somente cegos, i.e. o avaliador pode não saber o tratamento aplicado ao paciente, mas nem o paciente nem o terapeuta estão cegos ao tipo de terapia dada (duas em três pessoas envolvidas nos estudos, i.e., todas as pessoas envolvidas no tratamento, não são cegas). O paciente é um participante activo na correcção de ideias distorcidas negativas, por isso bem consciente do grupo de tratamento em que se encontra.
A importância de testes duplo-cego foi demonstrada em meta-análises que examinaram a eficácia das TCC quando um grupo de controle em que foi administrado placebo e cegueira foram introduzidos. Foram analisados dados agrupados de testes de TCC publicados sobre esquizofrenia, grande depressão e bipolaridade que usaram controlos para efeitos não específicos de intervenção. Este estudo concluiu que as TCC não são melhores que as intervenções não específicas de controlo no tratamento de esquizofrenia e não reduz as taxas de recaída; os efeitos do tratamento são pequenos em estudos de tratamento de grande depressão e não é uma estratégia eficaz para a prevenção de recaídas na bipolaridade. Para a grande depressão, os autores notam que a dimensão do efeito agrupado foi muito baixo. Ainda assim, os processos metodológicos usados para seleccionar os estudos para meta-análise anteriormente referidos e o seu valor foram postos em causa.

### Preocupações filosóficas com os métodos das TCC
Os métodos empregues na investigação das TCC não têm sido os únicos criticados; alguns investigadores põem em causa a própria teoria e terapia. Por exemplo, Fancher argumenta que as TCC falharam em fornecer um quadro de pensamento claro e correcto. Afirma que é estranho os teóricos das TCC desenvolverem um quadro para determinar a distorção cognitiva sem desenvolverem um quadro para a "clareza cognitiva" ou o que seria um "pensamento saudável, normal". Além disso, escreve que o pensamento irracional não pode ser uma fonte de angústia mental e emocional quando não há provas do pensamento racional causar bem-estar psicológico. Ou, que a psicologia social tenha provado ser irracional o processo cognitivo normal do indivíduo médio, mesmo dos que estão psicologicamente bem. Fancher também diz que a teoria das TCC é inconsequente com os princípios básicos da racionalidade, ignorando até muitas regras da lógica. Argumenta que as TCC faz do pensar algo que é muito menos emocionante e verdadeiro do que pensar provavelmente é. Entre outros argumentos há a manutenção do status quo promovido nas TCC, o autoengano encorajados entre os clientes e pacientes envolvidos nas TCC, como a pesquisa é feita, e alguns dos seus princípios básicos e normas: "A norma básica da terapia cognitiva é isto: exceptuando o modo como o paciente pensa, tudo está bem".
Entretanto, Slife e Williams escrevem que uma das assumpções ocultas das TCC é o determinismo, ou a ausência de livre-arbítrio. Argumentam que as TCC invocam um tipo de relação causa-efeito com a cognição. Declaram que as TCC sustentam que os estímulos externos do ambiente entram na mente, causando diferentes pensamentos que causam estados emocionais. Em nenhuma parte da teoria das TCC, a agência, ou o livre-arbítrio, são contemplados. Nos seus pressupostos fundamentais mais básicos, as TCC sustentam que os seres humanos não têm livre-arbítrio e são apenas determinados pelos processos cognitivos invocados por estímulos externos.
Outra crítica à teoria das TCC, especialmente como é aplicada à grande depressão, é que confunde sintomas da doença com as suas causas.

### Efeitos secundários
As TCC são geralmente vistas como tendo muito poucos, se não mesmo nenhum, efeitos secundários. Têm sido feito apelos para maiores estudos sobre os efeitos secundários.